# كريس تورنر (سياسي)
كريس تورنر (بالإنجليزية: Chris Turner)‏ هو سياسي أمريكي، ولد في 10 أكتوبر 1972 في شيرمان في الولايات المتحدة. حزبياً، نشط في الحزب الديمقراطي. وقد انتخب عضو مجلس نواب تكساس.

## وصلات خارجية
- الموقع الرسمي